# Otto von Berger

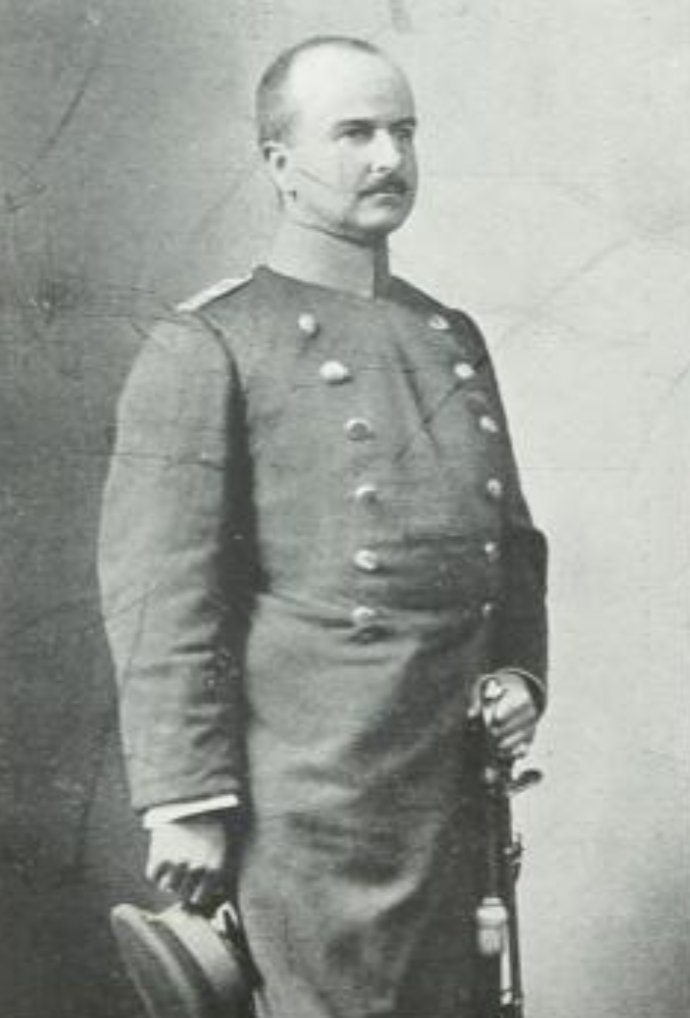
Otto Ritter und Edler Herr von Berger

Otto Franz Ernst Erich Johannes Samuel Ritter und Edler Herr von Berger (* 23. November 1868 in Hannover; † 16. November 1923 ebenda) war ein sächsischer Generalmajor und Schriftsteller.

## Leben

### Herkunft
Otto entstammte einem hannoverschen Adelsgeschlechts mit Ursprung in Thüringen. Ein Vorfahre, Johann Heinrich Berger (1657–1732), wurde am 31. Mai 1717 in Wien mit dem Prädikat Ritter und Edler Herr von Berger in den Reichsritterstand erhoben.

### Karriere
Er wurde am 22. September 1888 zum Leutnant beim Schützen-(Füsilier-)Regiment „Prinz Georg“ (Königlich Sächsisches) Nr. 108 befördert. Er avancierte am 22. Januar 1894 zum Oberleutnant beim 12. Infanterie-Regiment Nr. 177. Nach Versetzung zum Infanterie-Regiment „König Georg“ (7. Königlich Sächsisches) Nr. 106 im März 1899 wurde er am 1. April 1900 auf ein Jahr zur Dienstleistung beim Großen Generalstabe in Berlin abkommandiert, wo am 19. September 1900 seine Beförderung zum Hauptmann erfolgte. Er wurde dann mit der Uniform seines Regiments als Adjutant des Generalmajor von Kaufmann bei der 2. Infanterie-Brigade Nr. 46 verwendet. 1904 wurde er von dieser Position enthoben und zur Abteilung für Landesaufnahme unter Oberst von Carlowitz beim sächsischen Generalstab abkommandiert. Im Januar 1906 wurde er in dieser Eigenschaft mit dem Roten Adlerorden IV. Klasse ausgezeichnet. Einige Jahre später wurde er dann als Kompaniechef der 10. Kompanie zum Schützen-(Füsilier-)Regiment „Prinz Georg“ (Königlich Sächsisches) Nr. 108. Nach Beförderung zum Major am 18. April 1910 wurde er nun als Vorstand erneut in die Abteilung für Landesaufnahme zurückversetzt. Im Juli 1914 er mit dem Ritterkreuz I. Klasse des Albrechtsordens ausgezeichnet und als Bataillonskommandeur in das Infanterie-Regiment „Kronprinz“ (5. Königlich Sächsisches) Nr. 104 versetzt.
Nach Ausbruch des Ersten Weltkrieges wurde er im Dezember 1914 zum Oberstleutnant befördert und im selben Monat noch mit dem bayerischen Militär-Verdienst-Orden IV. Klasse mit Kronen und Schwertern ausgezeichnet und in den Generalstab der 19.-Ersatz-Division versetzt. In dieser Eigenschaft konnte er durch persönliche Erkundungen wertvolle Unterlagen für Befehle und Maßnahmen der Division sammeln und wurde dafür am 15. März 1915 mit dem Ritterkreuz des Militär-St.-Heinrichs-Ordens ausgezeichnet. Am 5. September 1916 wurde er Kommandeur des 15. Königlich Sächsischen Infanterie-Regiment Nr. 181 und in dieser Position im Mai 1917 wurde er zum Oberst befördert. Er wurde anschließend Brigadekommandeur der Königlich-Sächsischen 246. Infanterie-Brigade und konnte am 3. Oktober 1918 einen Durchbruch verhindern und das französische Dorf Montbrehain einnehmen. Für seine Verdienste wurde er am 9. November 1918 mit dem Kommandeurkreuz des Militär-St.-Heinrichs-Ordens ausgezeichnet.
Im Januar 1919 wurde er als Erster Vorsitzender in den Vorstand des sächsischen Offiziersbund gewählt. Er wurde zunächst in die vorläufige Reichswehr übernommen und als Infanterie-Führer bei der Reichswehr-Brigade Nr. 12 verwendet, bis er am 12. September 1919 unter Verleihung des Charakters des Generalmajors und mit der Erlaubnis zum Tragen der Generalsuniform zur Disposition gestellt wurde.

### Familie
Am 28. November 1901 heiratete er in Hannover Hedwig von Lüneburg (* 1882). Ihr zweiter Sohn war der spätere Fregattenkapitän der Kriegsmarine, Georg von Berger.

## Werke
- Geschichte des Königl. Sächs. Schützen-Regiments Prinz Georg No. 108. 1909 (Digital)